# Loiré
 Loiré  es una comuna y población de Francia, en la región de Países del Loira, departamento de Maine y Loira, en el distrito de Segré y cantón de Candé.
Su población en el censo de 1999 era de 754 habitantes.
Está integrada en la Communauté de communes du Canton de Candé .

## Demografía
| 1071 | 970 | 883 | 852 | 747 | 754 |
| Para los censos de 1962 a 1999 la población legal corresponde a la población sin duplicidades (Fuente: INSEE [Consultar]) |     |     |     |     |     |